# 留棹庵島

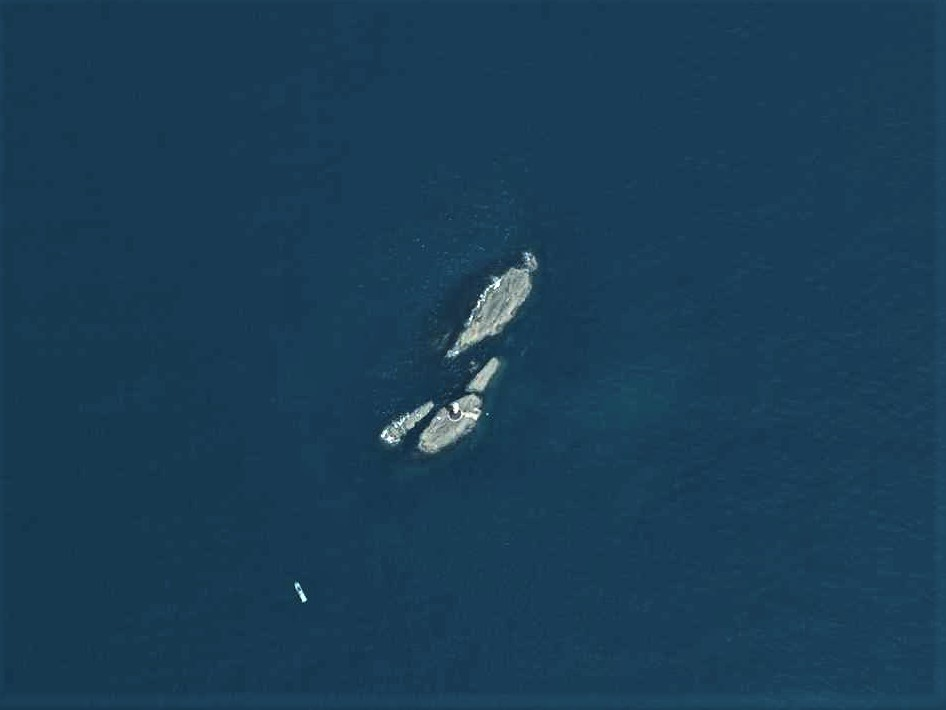
留棹庵島の空中写真。
2016年7月23日撮影。。

留棹庵島（りゅうとうあんじま）は、山形県鶴岡市に存在する島である。

## 概要
波渡埼の西方沖約800メートルの日本海上にある無人島で、地元住民は、「よじま」と呼んでいる。
一年を通して釣り客で賑わい、夏場にはダイビングを楽しむ人達も多く訪れる。
昭和45年（1970年）10月6日には、酒田海上保安部が管理する、航路標識の留棹庵島灯標が設置された。

## 所在地
- 郵便番号：999-7461
- 所在住所：山形県鶴岡市堅苔沢